# Estación de Orduña
Orduña es una estación ferroviaria situada en el municipio español de Orduña en la provincia de Vizcaya, comunidad autónoma del País Vasco. En dirección al sur, es la última estación de la línea C-3 de Cercanías Bilbao operada por Renfe.

## Situación ferroviaria
La estación se encuentra en el punto kilométrico 208,9 de la línea férrea de Castejón a Bilbao por Logroño y Miranda de Ebro a 293 metros de altitud.

## Historia
La estación fue inaugurada el 1 de marzo de 1863 con la apertura del tramo Bilbao-Orduña de la línea férrea que pretendía unir Castejón con Bilbao. Las obras corrieron a cargo de la Compañía del Ferrocarril de Tudela a Bilbao creada en 1857. En 1865 la compañía se declaró en suspensión de pagos por no poder superar las dificultades económicas derivadas de la inversión realizada en la construcción de la línea y fue intervenida por el Banco de Bilbao.  En 1878, fue absorbida por Norte que mantuvo la titularidad de la estación hasta la nacionalización del ferrocarril en España en 1941 y la creación de RENFE.
Desde el 31 de diciembre de 2004 Renfe explota la línea mientras que Adif es la titular de las instalaciones ferroviarias.

## La estación
Se sitúa al oeste del núcleo urbano. En Orduña conviven dos edificios para viajeros: el actual de planta rectangular, dos alturas y pequeños anexos laterales de una altura y el antiguo de tres plantas, en piedra y amplio tejado de dos vertientes. Dispone de tres andenes, uno lateral y dos centrales y de una playa formada por 10 vías. Cuatro de ellas tienen acceso a andén, otra es una vía muerta y el resto son de apartado o de maniobra. 

## Servicios ferroviarios

### Cercanías
La línea C-3 de la red de Cercanías Bilbao que opera Renfe tiene aquí su terminal sur. Entre semana la frecuencia media es un tren cada veinte-treinta minutos, elevándose los fines de semana a una media de un tren cada treinta-sesenta minutos. El trayecto se cumple entre 40 y 48 minutos, siendo el tiempo más bajo el que realizan los trenes CIVIS al no efectuar todas las paradas de la línea.
| procedencia/destino | < estación | Línea | estación > | destino/procedencia |
| ------------------- | ---------- | ----- | ---------- | ------------------- |
| Bilbao Abando       | Iñarrachu  |       | Terminal   | Terminal            |